# نقض حق تکثیر

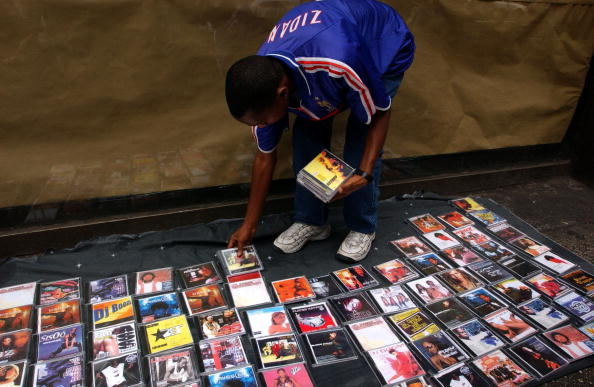
یک دستفروش در حال پخش سی دی های تقلبی به طور غیر قانونی.

نقض قوانین حق تکثیر (به انگلیسی: Copyright infringement) یا نقض کپی رایت به طور کلی به استفاده بدون اجازه و مجوز از آثار تحت کپی رایت گفته می‌شود.
کنوانسیون جهانی کپی رایت در ۶ سپتامبر ۱۹۵۲ میلادی در ژنو تصویب و در سال ۱۹۷۱ در پاریس مورد بازبینی قرار گرفت اجرای این کنوانسیون به عهده یونسکو قرار گرفته شد بر اساس ماده ۱ این کنوانسیون، کشورهای عضو متعهد شده‌اند که حمایت مؤثر و مناسب را از حقوق پدیدآورندگان و سایر مالکین کپی‌رایت در زمینه‌های آثار ادبی، علمی از قبیل آثار سینمائی، نقاشی، موسیقی و … به عمل آورند.
با توجه به ماده ۴ این کنوانسیون مدت حمایت برای آثار تحت حمایت این کنوانسیون کمتر از مدت عمر پدیدآورنده، و بیست و پنج سال بعد از فوت او نخواهد بود. همان‌طور که در بند ۳ ماده ۴ این کنوانسیون آمده است، مدت حمایت از آثار سینمائی و آثار عکاسی و آثار هنری کاربردی کمتر از دیگر آثار است و در هر حال این مدت نباید کمتر از ده سال می‌باشد.
نقض کپی رایت می‌تواند تحت قوانین کپی رایت یک جرم محسوب شود اگر این اقدام عالماً، عامداً و با علم کامل از این که نقض کپی رایت است، صورت گیرد. نقضی که عاملاً و عامداً نباشد نمی‌تواند مشمول مقررات جزائی باشد البته در این فرض عالمانه نبودن عمل نقض مانع از این نیست که صاحب حق تقاضای خسارت کند.